# Calvello
Calvello é uma comuna italiana da região da Basilicata, província de Potenza, com cerca de 2.231 habitantes. Estende-se por uma área de 105,03 km², tendo uma densidade populacional de 21 hab/km². Faz fronteira com Abriola, Anzi, Laurenzana, Marsico Nuovo, Marsicovetere, Viggiano.

## Demografia
| Variação demográfica do município entre 1861 e 2011                               |
|                                                                                   |
| Fonte: Istituto Nazionale di Statistica (ISTAT) - Elaboração gráfica da Wikipedia |